# Theridion taegense
Theridion taegense är en spindelart som beskrevs av Paik 1996. Theridion taegense ingår i släktet Theridion och familjen klotspindlar. Inga underarter finns listade i Catalogue of Life.